# ツール・ド・フランス2015
ツール・ド・フランス 2015 (仏: Tour De France 2015) は、ツール・ド・フランスの102回目のレース。オランダのユトレヒトからスタートし、パリにゴールする3,360kmのコースで2015年7月4日から7月26日まで行なわれた。

## 概要
オランダでグランデパールを迎えるのは2010年以来5年ぶり6回目。個人タイムトライアルが第1ステージの1回のみの設定、チームタイムトライアルが1週目最終日と遅めとなっている。
第1週はユトレヒトから北海・英仏海峡沿岸を西に進みブルターニュ地方へ。最初の休息日で一気にピレネーに移動し、第2週初日からピレネー3連戦をこなした後すぐに中央山塊に入り、週終わりでアルプスの麓に到達。そして第3週は最終日前日のラルプ・デュエズまでアルプスでの山岳ステージが続き、最終日にパリへと移動。最終ステージのシャンゼリゼ周回に入る前のパリ市内の通過地点は例年と異なり、ロンシャン競馬場脇、エッフェル塔前、ブルボン宮殿前を通過する。
第1週は9ステージだが、休息日を挟んだ第2週は7ステージ、休息日明け第3週は5ステージと少し変則的になっている。なお、7月20日月曜日にもレースが行われる（例年は7月第3月曜日は休息日だった）。
ポイント賞の得点が一部変更されたほか、ステージ上位（3位まで）に与えられるボーナスタイム制度が復活。第2～4ステージではボーナスタイムの影響によるマイヨ・ジョーヌ着用者の変遷が見られた。

## 出場チーム
●はプロフェッショナルコンチネンタルチーム、その他はUCIワールドチーム
- 0 アスタナ・プロチーム
- 1 AG2R・ラ・モンディアル
- 2 FDJ
- 3 チームスカイ
- 4 ティンコフ＝サクソ
- 5 モビスター・チーム
- 6 BMC・レーシングチーム
- 7 ロット・ソウダル
- 8 チーム・ジャイアント＝アルペシン
- 9 チーム・カチューシャ
- 10 オリカ・グリーンエッジ
- 11 エティックス・クイックステップ
- 12 ●チーム・ヨーロッパカー
- 13 チーム・ロットNL・ユンボ
- 14 トレック・ファクトリー・レーシング
- 15 ランプレ・メリダ
- 16 チーム・キャノンデール・ガーミン
- 17 ●コフィディス・ソリュシオン・クレディ
- 18 ●IAMサイクリング
- 19 ●ボーラ・アルゴン18
- 20 ●ブルターニュ・セシェアンヴィロヌモン
- 21 ●MTN・クベカ

## レース概要
第1ステージは同年のツアー・ダウンアンダー覇者であるローハン・デニスがトニー・マルティンやファビアン・カンチェラーラ、地元オランダ期待のトム・デュムランらを下し優勝。総合勢はヴィンチェンツォ・ニバリが好スタートを切ることに成功し、ナイロ・キンタナは僅かながら出遅れてしまう。
続く第2ステージ、海岸から来る横風を利用したティンコフ＝サクソが集団分断を仕掛ける。ダブルツール達成を目指すアルベルト・コンタドールや、2年ぶりのツール制覇に向けて調整をしてきたクリス・フルームは難を逃れた一方、キンタナとニバリ、アレハンドロ・バルベルデ、ジャン＝クリストフ・ペローなどが集団分断の餌食となってしまう。キンタナは結果としてこの日の遅れが致命的となった。また、マイヨ・ジョーヌのデニスも遅れたため、アンドレ・グライペルとペーター・サガンに続きステージ3位に食い込んだカンチェラーラがマイヨ・ジョーヌを獲得。
フレッシュ・ワロンヌでお馴染みのユイの壁が登場した第3ステージ。ホアキン・ロドリゲスが抜群の加速を見せ5年ぶりのツール区間優勝を果たし、ステージ2位となったフルームが早くもマイヨを獲得。しかし、レース中盤に大落車が発生しており、カンチェラーラも巻き込まれていた。ニュートラルが敷かれる事態にまで陥り、カンチェラーラはこのステージ完走後にツールを去った。
第4ステージは石畳が登場。昨年この石畳で大幅に遅れをとったコンタドールは自転車を乗り換える。幸い大きな落車は起こらず、総合勢も同タイムでフィニッシュ。ステージは初日からずっとマイヨに手が届かなかったマルティンがロングスパートをしかけ独走勝利。念願のマイヨをついに手中に収める。続く第5ステージではアレクサンダー・クリストフとマーク・カヴェンディッシュを抑えグライペルが2勝目を挙げる。
上りフィニッシュが設定された第6ステージ、最終盤でマイヨのマルティンやニバリ、キンタナらが落車。ニバリとキンタナは軽傷で済んだが、マルティンは肩を痛め、チームメートに押されながらフィニッシュ。検査の結果、鎖骨粉砕開放骨折と判明。同時にリタイアも表明した。
マルティン離脱の波乱から一夜開けた第7ステージ、繰上げで総合トップとなったフルームはマルティンに敬意を表しマイヨを着用しなかった。ステージはカヴェンディッシュがマルティンに捧げる26回目のステージ優勝を飾った。
2011年、カデル・エヴァンスが制したミュール・ド・ブルターニュの頂上フィニッシュでは元MTB選手の本領を発揮したアレクシー・ヴュイエルモーズがステージ優勝。フルームは難なくフィニッシュしたが、ニバリはタイムを失ってしまう。ニバリはのちに「空白の一日だった」と語っている。翌日のTTTでは世界王者のBMC・レーシングチームがスカイを1秒差で下し区間優勝。
今大会最初の超級山岳山頂フィニッシュが登場した第10ステージでは、フルームが圧勝。僅か6.5kmでステージ2位のリッチー・ポートに1分近い差をつけ、ニバリに至っては7分以上のタイムを失ってしまった。第11ステージは昨年の山岳王ラファル・マイカが独走勝利。第12ステージではロドリゲスがヤコブ・フルサングを引き離し区間2勝目をあげ、フルーム率いるスカイはライバルたちの攻撃を完封する。
激坂・マンドへのフィニッシュが設定された第13ステージではフレフ・ヴァン・アーヴェルマートがサガンを下し初の区間優勝を飾る。翌日はスティーヴ・カミングスが先行するティボー・ピノとロマン・バルデを一気に追い抜き優勝。南アフリカ国籍のMTN・クベカにとっては、記念すべきネルソン・マンデラ・デーで初の区間優勝を獲得した。第15ステージではグライペルが3勝目を挙げる。
第16ステージではベテラン、ルーベン・プラサが独走で優勝。サガンは今大会5度目のステージ2位となる。翌日は「髭のゲシュケ」ことシモン・ゲシュケが本人も予想外だったというステージ優勝を獲得。超級山岳グランドン峠がコースに組み込まれた第18ステージは、グランドン峠でアタックしたバルデが勝利。続く第19ステージでは、フルームがメカトラブルで止まった際にアタックしたニバリが復活のステージ優勝をあげるも、フルームからは「彼はきっとブエルタでバチが当たる」とまで批判された。
最終決戦となる第20ステージはクロワ・ド・フェール峠とラルプ・デュエズを上る過酷なコース。逆転総合優勝を目指すキンタナはクロワ・ド・フェール峠で仕掛けるが下りでフルームに追いつかれてしまう。しかし、ラルプ・デュエズでフルームは明らかに不調であることが発覚する。モビスターはまずバルベルデにアタックさせ様子を窺う。しかし、スカイは総合3位バルベルデのアタックを追わなかった。続いてキンタナもアタック。一瞬ワウト・プルスが追走しようとしたが、フルームはついてこれない。ここでフルームは大ピンチに晒される。快調なリズムで進むキンタナに対し、フルームはどんどん失速。完全にポートが作るリズム頼りとなり、キンタナの逆転総合優勝の可能性も見えた。が、フルームはここで粘り、バルベルデと同タイムでフィニッシュ。キンタナからの遅れも1分ほどに抑え、総合優勝と同時に山岳賞獲得も確定した。ステージはキンタナの猛烈な追走から唯一逃げ切ったピノが獲得。
最終・第21ステージはグライペルが4勝目を挙げる。そして、フルームの総合優勝で2015年ツールは幕を閉じた。

## 大会日程
| 区間 | 日   | コース                                    | km    | 種類 | 種類                     | 区間勝者                       |
| ---- | ---- | ----------------------------------------- | ----- | ---- | ------------------------ | ------------------------------ |
| 1    | 7/4  | ユトレヒト – ユトレヒト                   | 13.8  |      | 個人タイムトライアル     | ロハン・デニス                 |
| 2    | 7/5  | ユトレヒト – ネールチェ・ヤンス           | 166   |      | 平坦                     | アンドレ・グライペル           |
| 3    | 7/6  | アントウェルペン – ユイの壁               | 159.5 |      | 中級山岳                 | ホアキン・ロドリゲス           |
| 4    | 7/7  | セラン – カンブレー                       | 223.5 |      | 平坦・石畳               | トニー・マルティン             |
| 5    | 7/8  | アラス – アミアン                         | 189.5 |      | 平坦                     | アンドレ・グライペル           |
| 6    | 7/9  | アブヴィル – ル・アーヴル                 | 191.5 |      | 平坦                     | ズデネク・シュティバル         |
| 7    | 7/10 | リヴァロ – フージェール                   | 190.5 |      | 平坦                     | マーク・カヴェンディッシュ     |
| 8    | 7/11 | レンヌ – ミュール＝ド＝ブルターニュ       | 181.5 |      | 中級山岳                 | アレクシー・ヴュイエルモーズ   |
| 9    | 7/12 | ヴァンヌ – プリュムレック                 | 28    |      | チーム・タイムトライアル | BMC・レーシングチーム          |
|      | 7/13 |                                           |       |      | 休息日 (ポー)            | 休息日 (ポー)                  |
| 10   | 7/14 | タルブ – ピエール・サン＝マルタン         | 167   |      | 山岳                     | クリス・フルーム               |
| 11   | 7/15 | ポー – コトレ                             | 188   |      | 山岳                     | ラファウ・マイカ               |
| 12   | 7/16 | ラヌムザン – プラトー・ド・ベイユ         | 195   |      | 山岳                     | ホアキン・ロドリゲス           |
| 13   | 7/17 | ミュレ – ロデーズ                         | 198.5 |      | 中級山岳                 | フレフ・ファン・アヴェルマート |
| 14   | 7/18 | ロデーズ – マンド                         | 178.5 |      | 中級山岳                 | スティーヴ・カミングス         |
| 15   | 7/19 | マンド – ヴァランス                       | 183   |      | 丘陵                     | アンドレ・グライペル           |
| 16   | 7/20 | ブール＝ド＝ペアジュ – ギャップ           | 201   |      | 中級山岳                 | ルーベン・プラサ               |
|      | 7/21 |                                           |       |      | 休息日 (ギャップ)        | 休息日 (ギャップ)              |
| 17   | 7/22 | ディーニュ＝レ＝バン – プラ＝ル           | 161   |      | 山岳                     | ジーモン・ゲシュケ             |
| 18   | 7/23 | ギャップ – サン＝ジャン＝ド＝モーリエンヌ | 186.5 |      | 山岳                     | ロマン・バルデ                 |
| 19   | 7/24 | サン＝ジャン＝ド＝モーリエンヌ – シベル   | 138   |      | 山岳                     | ヴィンチェンツォ・ニバリ       |
| 20   | 7/25 | モダン – ラルプ・デュエズ                 | 110.5 |      | 山岳                     | ティボー・ピノ                 |
| 21   | 7/26 | セーヴル – パリ                           | 109.5 |      | 平坦                     | アンドレ・グライペル           |

## 各賞の変遷
| 区間     | 勝者                           | 総合成績                   | ポイント賞           | 山岳賞                   | 新人賞           | チーム総合賞             | 敢闘賞                         |
| -------- | ------------------------------ | -------------------------- | -------------------- | ------------------------ | ---------------- | ------------------------ | ------------------------------ |
| 1        | ロハン・デニス                 | ロハン・デニス             | ロハン・デニス       | 受賞なし                 | ロハン・デニス   | チーム・ロットNL・ユンボ | 受賞なし                       |
| 2        | アンドレ・グライペル           | ファビアン・カンチェラーラ | アンドレ・グライペル | 受賞なし                 | トム・デュムラン | BMC・レーシングチーム    | ミハウ・クフャトコフスキ       |
| 3        | ホアキン・ロドリゲス           | クリス・フルーム           | アンドレ・グライペル | ホアキン・ロドリゲス     | ペーター・サガン | BMC・レーシングチーム    | ヤン・バルタ                   |
| 4        | トニー・マルティン             | トニー・マルティン         | アンドレ・グライペル | ホアキン・ロドリゲス     | ペーター・サガン | BMC・レーシングチーム    | ヴィンチェンツォ・ニバリ       |
| 5        | アンドレ・グライペル           | トニー・マルティン         | アンドレ・グライペル | ホアキン・ロドリゲス     | ペーター・サガン | BMC・レーシングチーム    | マイケル・マシューズ           |
| 6        | ズデネク・シュティバル         | トニー・マルティン         | アンドレ・グライペル | ダニエル・テクレハイマノ | ペーター・サガン | BMC・レーシングチーム    | ペーリ・ケムヌール             |
| 7        | マーク・カヴェンディッシュ     | クリス・フルーム           | アンドレ・グライペル | ダニエル・テクレハイマノ | ペーター・サガン | BMC・レーシングチーム    | アントニー・ドゥラプラス       |
| 8        | アレクシー・ヴュイエルモーズ   | クリス・フルーム           | ペーター・サガン     | ダニエル・テクレハイマノ | ペーター・サガン | BMC・レーシングチーム    | バルトシュ・フザルスキ         |
| 9        | BMC・レーシングチーム          | クリス・フルーム           | ペーター・サガン     | ダニエル・テクレハイマノ | ペーター・サガン | BMC・レーシングチーム    | 受賞なし                       |
| 10       | クリス・フルーム               | クリス・フルーム           | アンドレ・グライペル | クリス・フルーム         | ナイロ・キンタナ | チーム・スカイ           | ケネス・ヴァンビルセン         |
| 11       | ラファウ・マイカ               | クリス・フルーム           | ペーター・サガン     | クリス・フルーム         | ナイロ・キンタナ | チーム・スカイ           | ダニエル・マーティン           |
| 12       | ホアキン・ロドリゲス           | クリス・フルーム           | ペーター・サガン     | クリス・フルーム         | ナイロ・キンタナ | モビスター・チーム       | ミハウ・クフャトコフスキ       |
| 13       | フレフ・ファン・アヴェルマート | クリス・フルーム           | ペーター・サガン     | クリス・フルーム         | ナイロ・キンタナ | モビスター・チーム       | トーマス・デ・ヘント           |
| 14       | スティーヴ・カミングス         | クリス・フルーム           | ペーター・サガン     | クリス・フルーム         | ナイロ・キンタナ | モビスター・チーム       | ピエール＝リュック・ペリション |
| 15       | アンドレ・グライペル           | クリス・フルーム           | ペーター・サガン     | クリス・フルーム         | ナイロ・キンタナ | モビスター・チーム       | ペーター・サガン               |
| 16       | ルーベン・プラサ               | クリス・フルーム           | ペーター・サガン     | クリス・フルーム         | ナイロ・キンタナ | モビスター・チーム       | ペーター・サガン               |
| 17       | ジーモン・ゲシュケ             | クリス・フルーム           | ペーター・サガン     | クリス・フルーム         | ナイロ・キンタナ | モビスター・チーム       | ジーモン・ゲシュケ             |
| 18       | ロマン・バルデ                 | クリス・フルーム           | ペーター・サガン     | ホアキン・ロドリゲス     | ナイロ・キンタナ | モビスター・チーム       | ロマン・バルデ                 |
| 19       | ヴィンチェンツォ・ニバリ       | クリス・フルーム           | ペーター・サガン     | ロマン・バルデ           | ナイロ・キンタナ | モビスター・チーム       | ピエール・ロラン               |
| 20       | ティボー・ピノ                 | クリス・フルーム           | ペーター・サガン     | クリス・フルーム         | ナイロ・キンタナ | モビスター・チーム       | アレクサンドル・ジュニエ       |
| 21       | アンドレ・グライペル           | クリス・フルーム           | ペーター・サガン     | クリス・フルーム         | ナイロ・キンタナ | モビスター・チーム       | 受賞なし                       |
| 最終成績 | 最終成績                       | クリス・フルーム           | ペーター・サガン     | クリス・フルーム         | ナイロ・キンタナ | モビスター・チーム       | ロマン・バルデ                 |

## 最終成績

### 個人総合成績
|    | 選手名                   | 国籍       | チーム                             | 時間           |
| -- | ------------------------ | ---------- | ---------------------------------- | -------------- |
| 1  | クリス・フルーム         | イギリス   | チーム・スカイ                     | 84時間46分14秒 |
| 2  | ナイロ・キンタナ         | コロンビア | モビスター・チーム                 | +1分12秒       |
| 3  | アレハンドロ・バルベルデ | スペイン   | モビスター・チーム                 | +5分25秒       |
| 4  | ヴィンチェンツォ・ニバリ | イタリア   | アスタナ・プロチーム               | +8分36秒       |
| 5  | アルベルト・コンタドール | スペイン   | ティンコフ＝サクソ                 | +9分48秒       |
| 6  | ロベルト・ヘーシンク     | オランダ   | チーム・ロットNL・ユンボ           | +10分47秒      |
| 7  | バウク・モレマ           | オランダ   | トレック・ファクトリー・レーシング | +15分14秒      |
| 8  | マティアス・フランク     | スイス     | IAMサイクリング                    | +15分39秒      |
| 9  | ロマン・バルデ           | フランス   | AG2R・ラ・モンディアル             | +16分00秒      |
| 10 | ピエール・ロラン         | フランス   | チーム・ユーロップカー             | +17分30秒      |

### ポイント賞
|   | 選手名                     | 国籍       | チーム                           | ポイント |
| - | -------------------------- | ---------- | -------------------------------- | -------- |
| 1 | ペーター・サガン           | スロバキア | ティンコフ＝サクソ               | 432      |
| 2 | アンドレ・グライペル       | ドイツ     | ロット・ソウダル                 | 366      |
| 3 | ジョン・デーゲンコルプ     | ドイツ     | チーム・ジャイアント＝アルペシン | 298      |
| 4 | マーク・カヴェンディッシュ | イギリス   | エティックス・クイックステップ   | 206      |
| 5 | ブリアン・コカール         | フランス   | チーム・ユーロップカー           | 152      |

### 山岳賞
|   | 選手名               | 国籍       | チーム                 | ポイント |
| - | -------------------- | ---------- | ---------------------- | -------- |
| 1 | クリス・フルーム     | イギリス   | チーム・スカイ         | 119      |
| 2 | ナイロ・キンタナ     | コロンビア | モビスター・チーム     | 108      |
| 3 | ロマン・バルデ       | フランス   | AG2R・ラ・モンディアル | 90       |
| 4 | ティボー・ピノ       | フランス   | FDJ                    | 82       |
| 5 | ホアキン・ロドリゲス | スペイン   | チーム・カチューシャ   | 78       |

### 新人賞
|   | 選手名           | 国籍           | チーム                             | 時間           |
| - | ---------------- | -------------- | ---------------------------------- | -------------- |
| 1 | ナイロ・キンタナ | コロンビア     | モビスター・チーム                 | 84時間47分26秒 |
| 2 | ロマン・バルデ   | フランス       | AG2R・ラ・モンディアル             | +14分48秒      |
| 3 | ワレン・バルギル | フランス       | チーム・ジャイアント＝アルペシン   | +30分03秒      |
| 4 | ティボー・ピノ   | フランス       | FDJ                                | +37分40秒      |
| 5 | ボブ・ユンゲルス | ルクセンブルク | トレック・ファクトリー・レーシング | +1時間32分09秒 |

### チーム時間賞
| 1位 | モビスター・チーム   | 255時間24分24秒 |
| 2位 | チーム・スカイ       | +57分23秒       |
| 3位 | ティンコフ＝サクソ   | +1時間00分12秒  |
| 4位 | アスタナ・プロチーム | +1時間12分09秒  |
| 5位 | MTN＝クベカ          | +1時間14分32秒  |

- 総合敢闘賞： ロマン・バルデ（ フランス、AG2R・ラ・モンディアル）